# Warsleben
Warsleben is een plaats en voormalige gemeente in de Duitse deelstaat Saksen-Anhalt en maakt deel uit van de gemeente Ausleben in de Landkreis Börde. Warsleben was tot 30 juni 1950 een zelfstandige gemeenten behorende tot het Landkreis Oschersleben.